# Stenia interruptalis
Stenia interruptalis là một loài bướm đêm trong họ Crambidae.